# Сотомайор, Николас
Николас Матиас Сотомайор Веласко (исп. Nicolás Matías Sotomayor Velasco; родился 15 июня 2009) — эквадорский футболист, защитник клуба «Аукас».

## Клубная карьера
Сотомайор попал в академию «Аукас» в возрасте 8 лет. 15 февраля 2025 года дебютировал за основную команду клуба, выйдя на замену в матче чемпионата Эквадора против «Текнико Университарио».